# James Jamerson
James Jamerson (29. ledna 1936 Edisto Island – 2. srpna 1983 Los Angeles) byl americký baskytarista. Narodil se na ostrově Edisto Island poblíž města Charleston v Jižní Karolíně a v roce 1954 se přestěhoval do Detroitu, kde začal hrát po klubech. V letech 1959–1972 byl členem skupiny studiových hudebníků nazvané The Funk Brothers. V roce 2000 byl uveden do Rock and Roll Hall of Fame.